# Kureczka kasztanowata
Kureczka kasztanowata (Zapornia fusca) – gatunek średniej wielkości ptaka z rodziny chruścieli (Rallidae). Mała, ciepłobrązowa kureczka z czerwonymi nogami o długości ciała 23 cm. Wyjątkowo tajemnicza i dość cicha. Bardzo rzadko pozwala się obserwować. Jest bardziej skłonna do wędrówek niż wiele pokrewnych ptaków.
Zasięg, środowiskoAzja Południowa, Południowo-Wschodnia i Wschodnia; osiadła lub wędrująca na zróżnicowane odległości. Zamieszkuje bagna i mokradła. Skolonizowała dość odległe wyspy, w tym Andamany i Wyspę Bożego Narodzenia, mimo że lata słabo, jak wiele innych gatunków chruścieli. Na Andamanach gnieździ się w gęstych podmokłych lasach, w innych regionach zamieszkania wybiera zbiorowiska szuwarowe.
PodgatunkiAutorzy Handbook of the Birds of the World Alive wyróżniają 5 podgatunków:
- Z. f. erythrothorax (Temminck & Schlegel, 1849) – Rosyjski Daleki Wschód, Korea, Japonia, wschodnie i południowe Chiny; północne populacje migrują zimą na południe.
- Z. f. phaeopyga (Stejneger, 1887) – archipelag Riukiu; niektórzy autorzy zaliczają do tego podgatunku także populację z Tajwanu.
- Z. f. zeylonica (E.C.S. Baker, 1927) – zachodnie Indie i Sri Lanka.
- Z. f. bakeri (E.J.O. Hartert, 1917) – Pakistan i północne Indie na wschód do południowo-środkowych Chin i Indochin.
- Z. f. fusca (Linnaeus, 1766) – Filipiny i Półwysep Malajski do Wielkich Wysp Sundajskich i Małych Wysp Sundajskich (Bali, Sumba, Flores).

Międzynarodowy Komitet Ornitologiczny (IOC) takson bakeri wlicza do podgatunku fusca.
StatusIUCN uznaje kureczkę kasztanowatą za gatunek najmniejszej troski od 1988 roku. Liczebność światowej populacji ani jej trend nie są znane.